# ساندهاند
ساندهاند (انگلیسی: SoundHound) نام یک شرکت تشخیص صوت است که در سال ۲۰۰۵ تأسیس شده‌است. این شرکت فناوری‌های مرتبط به تشخیص صدا و جستجو در میان صداها را توسعه می‌دهد. این شرکت یک نرم‌افزار تشخیص موسیقی با نام ساندهاند دارد.
دفتر مرکزی این شرکت در شهرستان سانتا کلارا، ایالت کالیفرنیا قرار دارد.

## تاریخچه
این شرکت در سال ۲۰۰۵ توسط کیوان مهاجر که در آن زمان یک دانشجوی دکتری در دانشگاه استنفورد در زمینه تشخیص آواز بود تأسیس شد.
در سال ۲۰۱۲ این شرکت اعلام کرد که حدود ۱۰۰ میلیون کاربر در سرتاسر جهان دارد. این شرکت اولین سرویس شناخت موسیقی است که با همراه با یک خودرو توزیع شده‌است. این همراهی با مدل جنسیس ۲۰۱۵ شرکت خودروسازی هیوندای انجام شد. تا ۱۵ ژوئن ۲۰۱۵ ساندهاند بیشتر ۲۶۰ میلیون در سرتاسر جهان داشت.

## سامانه جستجوی میدومی
میدومی (به انگلیسی: midomi) یک موتور جستجوگر قوی در زمینه آهنگ است و به نوعی شبیه وبگاه musipedia.org است.

### عمل کرد
میدومی با روشی به نام جستجو (پرس‌وجو) بر پایه زمزمه (یا آواز خواندن) (Query by humming) عمل می‌کند.
آهنگی را که شنیده‌اید یا اسم خواننده یا آهنگ را که به یاد دارید برای میدومی می‌خوانید و میدومی اطلاعات دقیق از آهنگ و خواننده و سال تولید و … به شما ارائه می‌دهد. پایگاه دادهٔ آن شامل میلیون‌ها آهنگ به زبان‌های انگلیسی، ژاپنی، چینی و اسپانیایی است.

### این برنامه روی موبایل
این برنامه در حال حاضر برای سیستم عامل IOS و Android موجود است.